# Шпак-малюк гірський
Шпак-малю́к гірський (Aplonis santovestris) — вид горобцеподібних птахів родини шпакових (Sturnidae). Ендемік Вануату.

## Опис
Довжина птаха становить 17 см. Забарвлення переважно рудувато-коричневе, верхня частина тіла дещо темніша, тім'я чорнувате. Райдужки білі.

## Поширення і екологія
Гірські шпаки-малюки живуть у вологих гірських тропічних лісах на острові Еспіриту-Санто. Зустрічаються на трьох найвищих горах острова: Ватіамасан, Табвемасана і на піку Санто, на висоті від 1200 до 1900 м над рівнем моря. Загальна площа ареалу поширення виду становить близько 21 км².

## Поведінка
Гірські шпаки-малюки шукають їжу в підліску. Гніздяться в дуплах, на висоті до 6 м над землею.

## Збереження
Гірський шпак-малюк вперше спосерігався в 18=934 році, після чого вважався вимерлим до повторного відкриття у 1961 році. Після цього він знову вважався вимерлим, поки в 1991 році дослідники не сфотографували гірського шпака-малюка на піку Санто. МСОП класифікує цей вид як такий, що знаходиться під загрозою зникнення. За оцінками дослідників. популяція гірських шпаків-малюків становить від 250 до 1000 птахів.